# QRIO

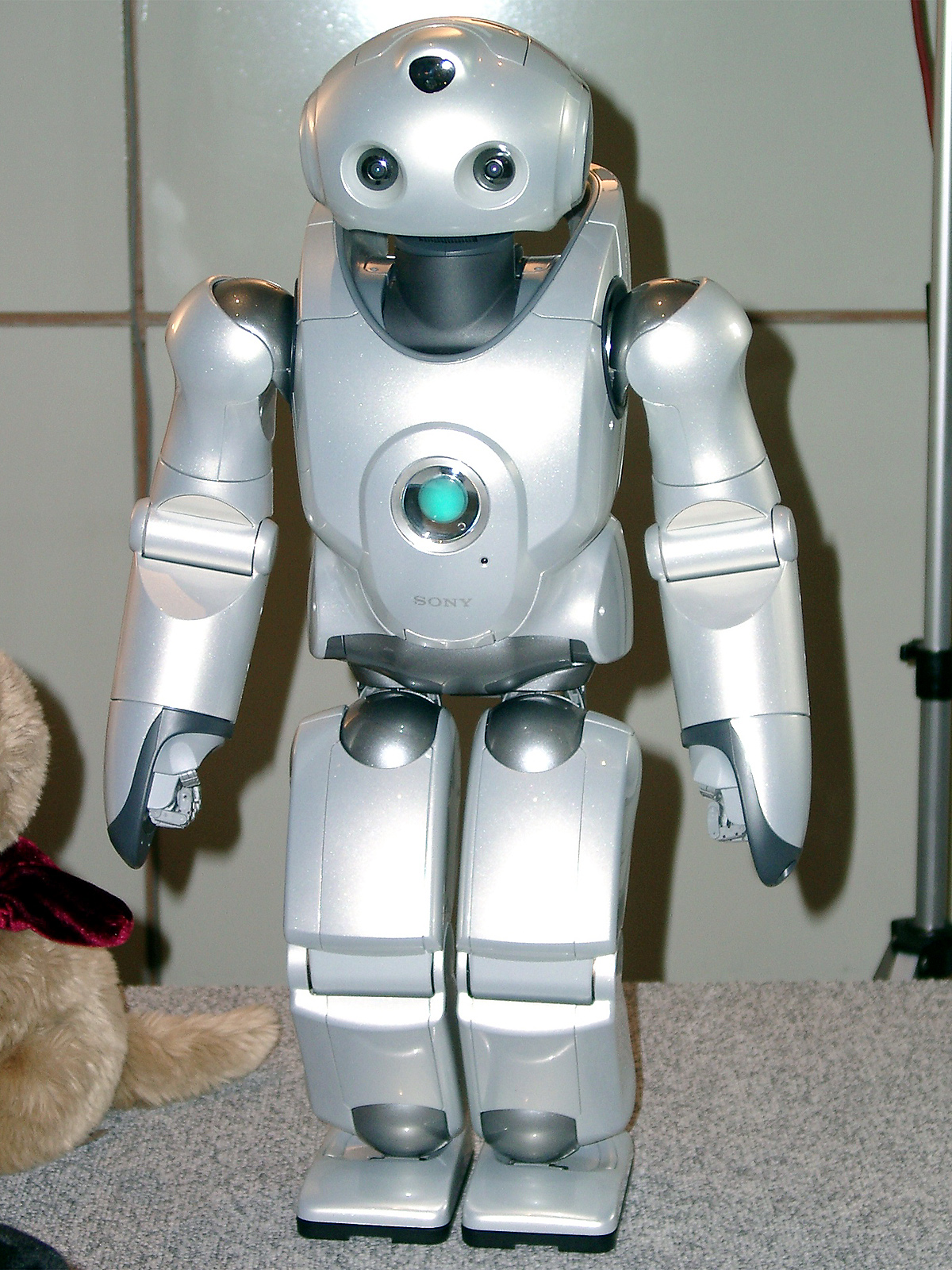
2004年ロボカップにて

QRIO、Qrio（キュリオ）は、ソニーがかつて開発していた二足歩行ヒューマノイドロボット。
身長は58cm、体重は7kg (SDR-4X II)。

## 概要
ソニーは QRIO を「コーポレートアンバサダー」（企業親善大使）と位置付けていた。開発したのは土井利忠ソニー上席常務。
当初より、ダンスを踊る・集団でシンクロした動作をするなど、エンタテインメントロボットとして位置付けられている。そのため、以下のような各種安全機構も充実していた。
- ステレオカメラが搭載されており、障害物を把握することができる。
- 転倒した場合でも破損しにくい小柄なボディ（重量は約7kgで身長58cm）
- 路面適応制御

凹凸や傾斜を判断して重心を移動
階段や段差を目で見て認識し、上り下りができる
- 外力適応制御

体を押すと、押された方向へ歩く - 自ら移動することで重心を移動し、転倒を防ぐ
「だっこ」されると自動的に手足の動作を制限し、受動的な状態になる
人間に手足を掴まれ、無理に動かされると「いたいよ～」と音声で無理な動作を止めるように求める
- 総合転倒運動制御

転倒の際に受身を取る
倒れても自力で起き上がる
- はさみ込み防止センサーや、指はさみを起こさない可動部カバーシャッター構造の採用

## 歴史

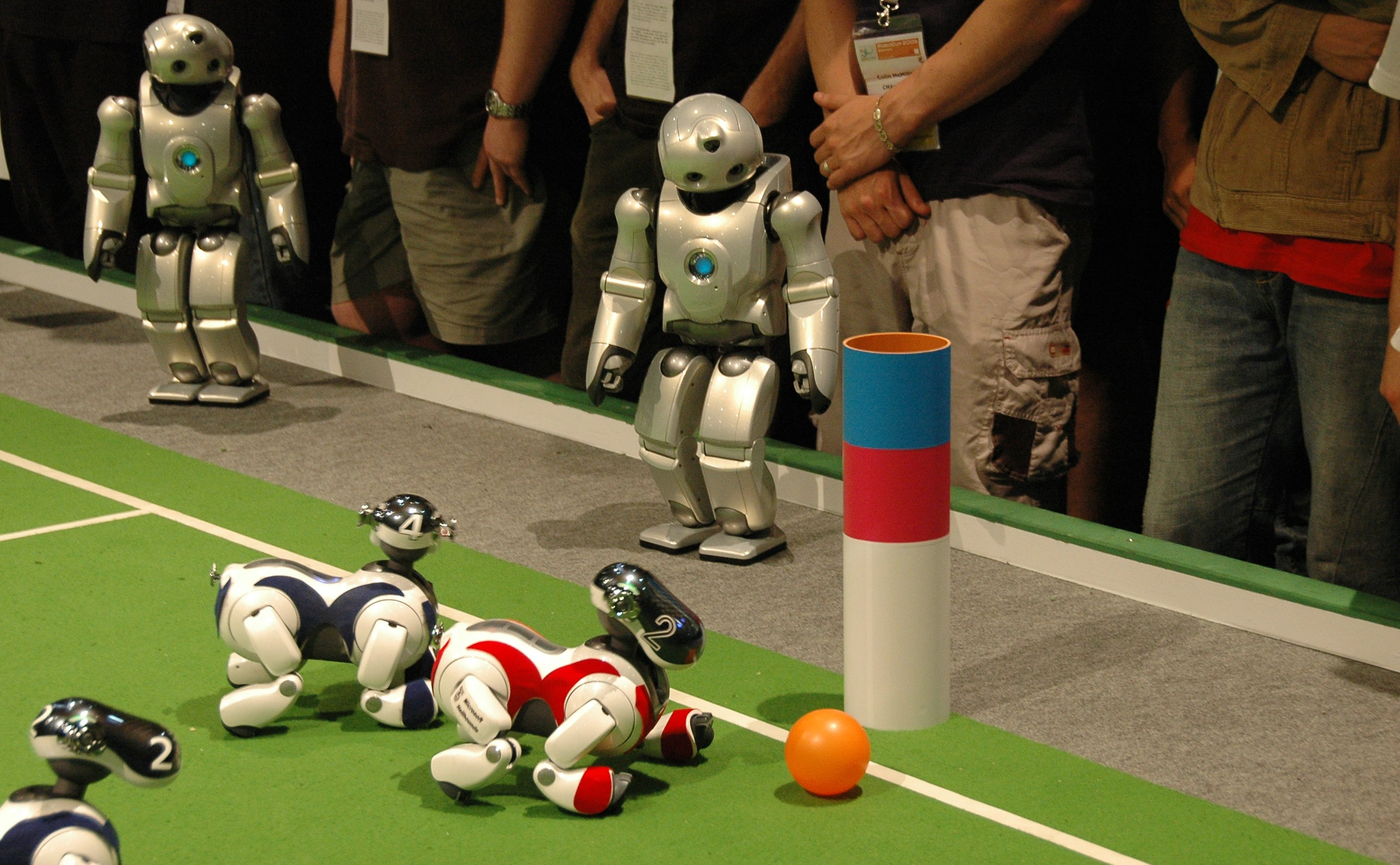
ロボカップにて、AIBOを見つめるQRIO

- 2000年11月21日 - SDR-3X が発表される。
- 2002年3月19日 - SDR-4X が発表される。
- 2003年
  - 3月24日 - SDR-4X II が発表される。
  - 9月4日 - これまで SDR (Sony Dream Robot) と呼ばれていたロボット群に QRIO という名称が与えられ、以後はQRIOと呼ばれることになった。以後も、サブタイトル的にSony Dream Robotという言葉は使われた。
  - 10月1日 - JR東海の新幹線品川駅開業イベントの一環として、二足歩行ロボットとしては初めて乗客として品川駅のホームから新幹線に乗り込み、静岡駅まで「旅行」した。
  - 12月31日 - 第54回NHK紅白歌合戦に扇子を持った4台のQRIOが出演。赤組を舞で応援するとともに、松浦亜弥の曲（ね〜え?）を紹介した。

- 2004年
  - 従来の三倍の歩幅での歩行が可能となり、三次元認識機能も追加された。
  - 1月15日 - アオイスタジオで行われたテレビアニメ『アストロボーイ・鉄腕アトム』の公開アフレコに参加。同年2月8日に「人間に憧れたロボット」というエピソードでオンエアされた[1]。
  - 3月26日から28日 - 東京お台場のメディアージュにて開催された「Sony Spring Festival in Mediage」に QRIO が出演、メディアージュ内にある「ソニースタイル ショールーム」にて QRIO のオリジナルダンスショーを開催、同時に QRIO のデモストレーションも実施。また、館内にあるソニーの科学館「ソニーエクスプローラサイエンス」にて行われた QRIO の開発者による講演にて、従来の三倍の歩幅で歩く QRIO が初めて一般向けに公開された。
  - 秋 - ピタゴラスイッチに出演。「アルゴリズムたいそう」を行った。

- 2005年
  - 3月24日 - 2005年日本国際博覧会（愛・地球博）の開幕式に登場。ASIMOと競演し、握手を交わした[2]。
  - 11月 - アメリカ合衆国のミュージシャン・ベックの楽曲「Hell Yes」のプロモーションビデオに出演。プログラマーたちは、QRIO に振り付けをプログラムするにあたって3週間を費やしたという[3]。

- 2006年
  - 1月26日 - ソニーは「特定ビジネス分野の収益性改善プラン」の一環として、AIBO とともに QRIO の新規開発、生産を中止することを発表した。開発者の土井は、2004年の経営会議で、ネット事業に執着する出井伸之会長からQRIOの商品化中止を命じられていた[4][5]。
  - 3月26日 - 長崎市科学館にて技術デモンストレーション。

- 2017年 - ソニービルにて開催された「It’s a Sony展」で、動かない状態でAIBOとともに展示された[6]。

### 記事
- ITmedia記事
- 発表当初のプレスリリース